# Политички систем Мексика
Политички систем Мексика одвија се у оквиру савезне председничке представничке демократске републике, чија се влада заснива на конгресном систему, при чему је председник Мексика: шеф државе, шеф владе и вишепартијског система. Савезна влада представља Сједињене Мексичке Државе и подељена је на три гране: извршну, законодавну и судску, како је утврђено Политичким уставом Сједињених Мексичких Држава, објављеним 1917. године. Државе Мексика, такође, морају имати републички облик влада заснована на конгресном систему утврђеном њиховим уставима.
Извршну власт врши извршна власт на чијем је челу председник, а саветује га кабинет секретара који су независни од законодавног тела. Законодавна власт додељена је Конгресу Уније, дводомном законодавном телу, које чине Сенат Републике и Представнички дом. Судску власт врши судство, које се састоји од Врховног суда правде нације, Савета савезног судства и колегијалних, унитарних и окружних судова.
Политиком Мексика доминирају четири политичке странке: Институционална револуционарна партија (PRI), Национална акциона партија (PAN), Партија демократске револуције (PRD), и Покрет националног препорода (MORENA).
Према истраживању Националног аутономног универзитета Мексика 2017. године, 74 одсто Мексиканаца верује да изборни систем Мексика није транспарентан и не верују званичним резултатима.